# Reči (časopis)
Reči predstavlja međunarodni naučni časopis u izdanju Alfa BK univerziteta, čija je publikacija započeta 2009. godine. Posvećen je istraživanjima i temama iz različitih oblasti jezika, književnosti i kulture, pružajući jedinstvenu platformu za interdisciplinarne pristupe i savremene perspektive unutar ovih disciplina. Svojim radom časopis teži da podstakne intelektualnu razmenu ideja, istraživačkih rezultata i teorijskih uvida. Otvoren je za objavljivanje radova koji istražuju raznovrsne teorijske i empirijske probleme, omogućavajući autorima da predstave nova otkrića, prošire postojeće teorijske koncepte i doprinesu kontinuiranoj naučnoj diskusiji. Časopis je posvećen podržavanju visokog kvaliteta istraživanja, promovišući analitičke i inovativne pristupe u razumevanju složenih pitanja jezika, književnosti i kulture. Časopis objavljuje radove istraživača i mladih autora iz oblasti jezika, književnosti i kulture.

## O časopisu
Časopis „Reči“ objavljuje originalne, prethodno neobjavljene radove, uključujući naučne, stručne i pregledne radove, prikaze, književnu kritiku, originalne književne prevode, intervjue i druge slične sadržaje. U okviru posebnih prilika, časopis štampa i kritička izdanja istorijske, arhivske, leksikografske i bibliografske građe, kao i nenaučne materijale koji mogu imati značaj za rad istraživača. Radovi prolaze proces selekcije u skladu sa uređivačkom politikom časopisa.
Autori mogu da šalju radove na srpskom ili engleskom jeziku, uz obavezan dodatak rezimea na engleskom jeziku za radove napisane na srpskom, odnosno na srpskom za radove napisane na engleskom jeziku. Takođe, radovi mogu biti napisani i na drugim stranim jezicima, pod uslovom da su propraćeni rezimeima na oba jezika, što dodatno omogućava veću vidljivost i dostupnost radova kako domaćim, tako i međunarodnim čitaocima. Časopis „Reči“ dostupan je u sistemu otvorenog pristupa, što znači da su svi članci slobodno dostupni za preuzimanje sa sajta časopisa. Korisnicima je omogućeno da sadržaj koriste i dele u skladu sa licencom Creative Commons Attribution 4.0 International (CC BY), što uključuje slobodu distribucije, prepravke i upotrebe sadržaja, uz obavezu navođenja izvora. Ovaj model otvorenog pristupa pruža značajan doprinos širenju znanja, omogućavajući da istraživanja dopru do što većeg broja čitalaca, kako unutar naučne zajednice, tako i van nje. Ovakav pristup omogućava širu dostupnost naučnog sadržaja.
Časopis „Reči“ nalazi se u kategoriji istaknutih nacionalnih časopisa (M52) prema kategorizaciji Ministarstva prosvete, nauke i tehnološkog razvoja Republike Srbije. Osim toga, časopis je uključen u citatnu bazu Srpskog citatnog indeksa. Ovaj status omogućava časopisu „Reči“ da bude prepoznat kao pouzdana referenca u okviru domaće akademske zajednice. Uključivanje u citatnu bazu doprinosi povećanju dostupnosti objavljenih radova, omogućavajući istraživačima da se lakše povežu sa relevantnim temama i referencama. Časopis je od 2020. godine podržan kroz javne konkurse Ministarstva prosvete.

## Informacije za čitaoce
Čitaoci su ohrabreni da se upišu za obaveštenje o izlasku novog broja časopisa kako bi ostali u toku sa najnovijim sadržajem, istraživanjima i relevantnim informacijama iz oblasti koje časopis pokriva. Registracija za obaveštenja dostupna je putem zvanične stranice časopisa. Registracijom, čitaoci stiču mogućnost da blagovremeno primaju obaveštenja putem elektronske pošte svaki put kada se objavi novi broj časopisa. Časopis može koristiti ovu funkcionalnost i za komunikaciju sa čitaocima. Ovakva interakcija direktno doprinosi unapređenju kvaliteta rada časopisa i jačanju veze sa publikom. Istovremeno, časopis se strogo pridržava svoje izjave o privatnosti, garantujući da svi prikupljeni podaci, uključujući ime i e-adresu čitalaca, neće biti korišćeni za bilo koje druge svrhe osim za komunikaciju vezanu za časopis.

## Informacije za autore
Autori koji su zainteresovani da prijave članak za časopis mogu pronaći sve potrebne informacije na stranici O časopisu, gde se detaljno opisuju sekcije časopisa i oblasti koje pokriva, kao i na stranici Uputstvo za autore, koja pruža smernice za pripremu i formatiranje radova. Prilikom prijave, važno je da se autori prethodno registruju na platformu časopisa. Ukoliko su već registrovani, dovoljno je da se prijave sa svojim korisničkim nalogom kako bi mogli da započnu proces prijave. Proces prijave članka sastoji se od pet koraka koji vode autore kroz svaki aspekt dostavljanja rada, uključujući učitavanje dokumenta, unošenje osnovnih podataka, dodavanje metapodataka, potvrdu ispravnosti rada i završnu verifikaciju. Postupak prijave je strukturiran radi olakšavanja procesa objavljivanja članaka.

## Urednici
Glavni i odgovorni urednici:
- Od prvog broja (2016) – Melina Nikolić, Andrijana Đordan
- Od trećeg broja (2010) – Nada Todorov
- Od četvrtog broja (2011) – Nataša Filipović
- Od petog broja (2012) – Radmilo Marojević
- Od sedmog broja (2014) – Svetlana Tomić
- Od trinaestog broja (2020) – Svetlana Tomić
- Od petnaestog broja (2022) – Melina Nikolić, Maja Ćuk[4]

Članovi:
- Radojka Vukčević, Univerzitet u Beogradu, Filološki fakultet
- Jelena Jovanović Simić, Univerzitet u Beogradu, Filološki fakultet
- Zorana Opačić, Univerzitet u Beogradu, Učiteljski fakultet
- Časlav Nikolić, Univerzitet u Kragujevcu, Filološko-umetnički fakultet
- Natalija Panić Cerovski, Univerzitet u Beogradu, Filološki fakultet
- Borko Kovačević, Univerzitet u Beogradu, Filološki fakultet
- Dragoslava Mićović, Kriminalističko-policijski univerzitet u Beogradu
- Ana Sentov, Fakultet za pravne i poslovne studije Dr Lazar Vrkatić
- Jelena Babić Antić, Univerzitet u Prištini sa privremenim sedištem u Kosovskoj Mitrovici, Filozofski fakultet
- Jelena Pršić, Alfa BK univerzitet, Fakultet za strane jezike
- Sang Hun Kim, Univerzitet Hankuk (Južna Koreja)
- Džon Koks, Univerzitet Severne Dakote (SAD)
- Danijel Dejica, Univerzitet u Temišvaru (Rumunija)
- Sibelan Forester, Koledž u Pensilvaniji (SAD)
- Jane Matison Ekstam, Univerzitet u Estfoldu (Norveška)
- Marija Krivokapić, Filozofski fakultet u Nikšiću (Crna Gora)
- Andrea Lešić-Tomas, Filozofski fakultet u Sarajevu (Bosna i Hercegovina)
- Evelina Rudan, Filozofski fakultet u Zagrebu (Hrvatska)
- Monika Rudas-Grodzka, Institut za književna istraživanja Poljske akademije nauka (Varšava)
- Kartika Sasikumar, San Hoze univerzitet (SAD)
- Kristina Bereta, Alpsko-jadranski univerzitet u Klagenfurtu (Austrija)
- Sofia Kalavski, Istraživački centar za humanističke nauke, Institut za književne studije, Mađarska akademija nauka (Budimpešta)
- Marija Čokova, Univerzitet Harvard (SAD)

## Spoljašnje veze
- Zvanična stranica časopisa